# Манафов, Туран Эльман оглы
Туран Эльман оглы Манафов 
(азерб. Turan Elman oğlu Manafov; род. 18 августа 1998, Баку) — азербайджанский футболист. Защитник. Выступает за «Кяпаз».

## Карьера
Родился 18 августа 1998 года. Играет на позиции левого защитника.
Является воспитанником «Нефтчи».
Играл за сборные Азербайджана до 15, до 16 лет.
В составе команды «Карабах» (до 19 лет) участвовал в Юношеской лиге УЕФА.
Выступал за сборную Азербайджана до 21 года. 

### Сабаил
В июне 2019 года перешёл в «Сабаил». В августе 2019 года дебютировал в Премьер-лиге в первом туре сезона 2019/2020 в игре против «Зиря».
В декабре 2020 года в 13 туре сезона 2020/2021 со штрафного забил первый гол за «Сабаил» и первый гол в Премьер-лиге.

### Олимпиакос (Волос)
В январе 2022 года на правах аренды перешёл в греческий клуб «Олимпиакос» (Волос), выступавший в Суперлиге 2 (зона «Север»). Также в январе дебютировал за команду в матче против «Аполлон Ларисса». 
Продлил контракт до зимы 2023 года. 5 апреля 2023 года расторг контракт с клубом из-за невыплаты заработной платы. Подал жалобу в ФИФА. ФИФА присудило выплатить задолженность в полном объёме. Вернулся в «Сабаил».
В июне 2023 года покинул «Сабаил».

### Араз-Нахчыван
В июле 2023 года перешёл в «Араз-Нахчыван». В феврале 2024 года в 34 туре сезона 2023/2024 в игре против «Зиря» сыграл 100-й матч в Премьер-лиге.  
В сезоне 2023/2024 стал одним из ведущих игроков «Араз-Нахчыван».
В сентябре и декабре 2023 года стал автором лучшего гола Премьер-лиги. 
По окончании сезона покинул команду.

### Кяпаз
В сентябре 2024 года подписал контракт с «Кяпазом». В январе 2025 года в 19 туре сезона 2024/2025 в игре против «Туран Товуза» забил первый гол за «Кяпаз».

### Сборная Азербайджана
В ноябре 2023 года впервые был вызван в сборную Азербайджана.